# Сугер, Эдуардо
Эдуардо Сугер Кофиньо (исп. Eduardo Suger Cofiño; род. 29 ноября 1938, Цюрих, Швейцария) — гватемальский учёный-физик, педагог и политик швейцарского происхождения. Он является одним из основателей Университета Галилея в Гватемале и Института Сугера Монтано. Сугера называют первым центральноамериканцем, получившим докторскую степень по физике.

## Ранние годы и образование
Сугер родился 29 ноября 1938 года в Цюрихе в семье гражданина Швейцарии Эмилио Сугера и Эстелы Кофиньо Вальядарес из Акатенанго (Чимальтенанго, Гватемала). Когда началась Вторая мировая война, отца Сугера призвали на обязательную военную службу. Мать же Сугера, хотя и жила в Швейцарии, но не говорила по-немецки и обратилась в консульство Гватемалы в Германии за помощью в возвращении на родину. Вскоре после прибытия в Гватемалу с сыном она вышла замуж за Энрике Кастанеду Рубио, инженера и армейского чина, и родила еще четверых детей. С момента повторного замужества матери и до её смерти в 1949/1950 году Сугер жил с бабушкой по материнской линии.
Сугер окончил La Preparatoria и подрабатывал репетиторством по математике для своих одноклассников. Недолгое время он изучал химию в Университете Сан-Карлос-де-Гватемала (USAC), прежде чем решил поступить в Федеральный технологический институт Цюриха, в котором учился его кумир Альберт Эйнштейн. Он жил со своим строгим отцом и мачехой, получая степень бакалавра по физике и математике и магистра по теоретической физике. В 20 лет он начал преподавать геометрию и физику, а позже работал в лаборатории квантовой механики и молекулярной физики в IBM. Отслужив в швейцарской армии, вернулся в Гватемалу в 1964 году. Впоследствии он получил докторскую степень по молекулярной физике в Техасском университете в Остине (UTA) в 1971 году. Во время учёбы в UTA он был принят в научное общество Sigma Xi; выполнял лабораторные работы в группе молекулярной физики; и был научным ассистентом на курсе аспирантуры по классической механике.

## Академическая карьера
Сугер преподавал математическую физику более половины столетия в университетах четырех разных стран. Он преподавал в институтах Минервы и Фройденберга в Цюрихе; в аспирантуре UTA в Техасе; в качестве приглашенного профессора на кафедрах информатики и компьютерных наук в Сальвадорском университете Альберто Масферрера и Технологическом университете Сальвадора и USAC, Университете Франсиско Маррокина, Университете дель Валле де Гватемала, Университете Мариано Гальвеса, Университете Рафаэля Ландивара и его собственном Университете Галилея в городе Гватемала. За 17 лет работы в USAC он сотрудничал с кафедрами медицинских наук, инженерии, химии, фармацевтики, экономики и архитектуры, а также создал программу обучения в средней школе. В 1977 году Шугер присоединился к преподавательскому составу UFM и преподавал технологии, бухгалтерский учет и экономические науки. Позже в том же году он предложил создать кафедру компьютерных наук; программа оказалась настолько популярной, что её быстро преобразовали в Институт компьютерных наук и информационных технологий (IICC). В 1978 году открылся набор на родственный факультет системной инженерии, информатики и компьютерных наук; в 1982 году он также стал институтом (FISICC), и Шугер был назначен первым деканом FISICC. В конечном итоге FISICC стал частью Университета Галилея. Он также основал факультет экономики и делового администрирования. В 1994 году он основал и возглавил Институт открытого образования (IDEA), бросающий вызов структуре традиционного университетского обучения.
В 2000 году он основал Университет Галилео (Галилея), один из первых научно-технических университетов в Гватемале. В 2019 году в университете, расположенном на улице, названной доктора Эдуардо Сугера Кофиньо в его честь, обучалось 40 000 студентов. С момента основания университета Сугерий занимал пост его ректора.

### Сотрудничество с военными
У Сугера долгая история сотрудничества с военными в качестве педагога и инженера. Во время гражданской войны в Гватемале к нему обратился начальник штаба обороны генерал Марко Антонио Эспиноса с просьбой разработать компьютерную систему, которая помогла бы правительству следить за революционерами и другими диссидентами. За свою работу он был удостоен почётного звания полковника. В 2021 году, когда USAC объявил о намерении присудить Сугеру звание почетного доктора (в том числе за военную службу), студенческая организация, преданная памяти более 700 студентов, убитых или пропавших без вести в результате войны и правительственного террора, дала отпор. Они утверждали, что технологическая модернизация армии Сугером и его система слежки усугубили нарушения прав человека. Это перекликается с мнением правозащитных организаций, журнала Albedrío и студенческой газеты Университета Рафаэля Ландивара Plaza Pública, которые прямо предполагают, что он должен быть привлечён к ответственности за свою косвенную причастность к насилию. Многие издания, такие как InSight Crime и El Observador GT, а также такие ученые, как Дженнифер Ширмер (Комиссия по выяснению исторических обстоятельств) и Хэл Брэндс (Университет Джонса Хопкинса), просто ссылаются на разведывательные системы, которые он помог разработать, а не называет его напрямую.

## Политическая карьера
Сугер баллотировался на пост президента Гватемалы в 2003 году от левонационалистической партии «Подлинное интегральное развитие» (Desarrollo Integral Auténtico), в 2007 году от правоцентристской партии «Центр социального действия» (Centro de Acción Social) Social Action Centre и в 2011 году от консервативной партии CREO. В 2003 году он получил 2,23 % голосов; в 2007 году — 7,45 %; а в 2011 году он занял третье место с 16,4 % голосов. Его критиковали за то, что он занимался политикой только во время предвыборных кампаний, после этого возвращаясь к академической карьере, и за то, что он не присоединялся ни к одной политической партии, пока те не обратятся к нему с предложением стать их кандидатом в президенты.
В случае избрания одним из главных своих приоритетов Сугер называл улучшение системы образования Гватемалы. Он критикует сложность государственного высшего образования и утверждает, что именно она часто задерживает институциональные изменения. Он призывает к укреплению «академической производительности» и считает, что все заслуживают равного права на образование, включая партизан. Он обещал искоренить бедность путём расширения среднего класса и значительных инвестиций в охваченную войной северо-западную часть страны. Он также был заинтересован в превращении централизованной правительственной структуры в федеративную республику и укреплении отношений между его родными странами Гватемалой и Швейцарией.

## Личная жизнь
В 1960 году Сугерий встретил Регину Маргариту Кастильо Родригес во время визита в Гватемалу во время отпуска в Швейцарской высшей технической школе Цюриха. Они продолжали переписываться по почте до его возвращения и поженились 11 января 1964 года в Гватемале. У пары пятеро сыновей: Хосе Эдуардо, Карлос Энрике, Эмилио Алехандро, Кристиан Андре и Жан Поль. Жан Поль (административный вице-президент), Хосе Эдуардо (декан FISICC), Кристиан (директор по распределению материалов) и Карлос (директор по операциям) работают в Университете Галилея. Регина скончалась 16 марта 2021 года.
Дядей Сугера был бизнесмен Хосе Кофиньо Убико, ставший соучредителем алкогольной компании Industrias Licoreras de Guatemala. Его жена является потомком основателей пивоварни Cervecería Centro Americana.

## Публикации
Сугер опубликовал четыре издания (1971, 1974, 1978, 1981) учебника «Введение в современную математику» (Introducción a la matemática moderna), который он написал вместе с Бернардо Моралесом Фигероа и Леонелем Пино Лейвой.